# Gret Schib Torra
Gret Schib Torra (Schaffhausen, 1940) es una traductora suiza, profesora de lenguas románicas y catalanófila.

## Trayectoria
Estudió en la Universidad de Basilea, donde presentó en 1968 una tesis doctoral sobre la traducción francesa medieval del Llibre de meravelles, del filósofo y teólogo español Ramon Llull, y donde impartió clases de catalán en los años 60.
Ha editado varios textos de Ramon Llull: Doctrina pueril, Arbre de filosofia d'amor. Continuó la edición y publicación de los Sermons del santo católico Vicente Ferrer, que había quedado interrumpida por la Guerra civil española. Es autora de un vocabulario de Vicente Ferrer, con comentario filológico(1977).
Ha traducido del catalán al alemán el Llibre d'Amic e Amat, de Ramon Llull (1998), los Contes de Pere Calders (2005), el Llibre de meravelles, de Ramon Llull (2007). Y más recientemente, el Curial e Güelfa (2008) o los Sermons de san Vicente Ferrer (2014), inaugurando una colección – Katalanische Literatur des Mittelalters – que constituye una recopilación de traducciones al alemán de literatura catalana medieval.

## Reconocimientos
En 2020, fue incluida dentro del proyecto “Mujeres Investigadoras en los Archivos Estatales (1900-1970)” para la descripción archivística y creación de un micrositio específico en el Portal de Archivos Españoles (PARES), desarrollado entre 2020-2023. Este proyecto ha sido impulsado por la Subdirección General de Archivos Estatales, con el objetivo visibilizar la labor de investigación realizada en España por las mujeres en el intervalo 1900-1970 partiendo de los registros documentales que se conservan en los Archivos de Gestión de los AAEE del Ministerio de Cultura (el Archivo Histórico Nacional, el Archivo de la Corona de Aragón, el Archivo General de Simancas, el Archivo General de Indias, el Archivo de la Real Chancillería de Valladolid, el Archivo General de la Administración y el Centro de Información Documental de Archivos).